# Dankyuisei
Dankyuisei (段級位制 Dankyūisei?) o dan-i (級位?) es un sistema de niveles de habilidad que se utiliza en la clasificación de los jugadores de Go, un juego de tablero oriental. Está dividido en dos grandes categorías, profesionales y estudiantes. Para los jugadores de la categoría profesional son asignados niveles, llamados dan, en orden ascendente, desde el primero hasta el noveno grado. Para los estudiantes son asignados filas en orden descendente, llamados kyū, desde al trigésimo hasta el primero. En realidad, solo los jugadores con niveles de octavo y noveno dan pueden llamarse profesionales.

## Rangos
| Orden | Nivel   | Dan             | Categoría           |
| ----- | ------- | --------------- | ------------------- |
| 9     | Noveno  | Kyudan (九段)   | Jugador profesional |
| 8     | Octavo  | Hachidan (八段) | Jugador profesional |
| 7     | Séptimo | Nanadan (七段)  | Jugador avanzado    |
| 6     | Sexto   | Rokkudan (六段) | Jugador avanzado    |
| 5     | Quinto  | Godan (五段)    | Jugador avanzado    |
| 4     | Cuarto  | Yondan (四段)   | Jugador avanzado    |
| 3     | Tercero | Sandan (三段)   | Jugador avanzado    |
| 2     | Segundo | Nidan (二段)    | Jugador avanzado    |
| 1     | Primero | Shodan (初段)   | Jugador avanzado    |

| Orden   | Classe               | Kyū               | Categoría          |
| ------- | -------------------- | ----------------- | ------------------ |
| 1       | Primera              | Ikkyū (一級)      | Jugador intermedio |
| 2       | Segunda              | Nikyū (二級)      | Jugador intermedio |
| 3       | Tercera              | Sankyū (三級)     | Jugador intermedio |
| 4       | Cuarta               | Yonkyū (四級)     | Jugador intermedio |
| 5       | Quinta               | Gokyū (五級)      | Jugador intermedio |
| 6       | Sexta                | Rokkyū (六級)     | Jugador intermedio |
| 7       | Séptima              | Nanakyū (七級)    | Jugador intermedio |
| 8       | Octava               | Hachikyū (八級)   | Jugador intermedio |
| 9       | Novena               | Kyūkyū (九級)     | Jugador intermedio |
| 10 - 19 | Dcimo - Decimonovena | Jūkyū (十級)      | Jugador ocasional  |
| 20 - 30 | Vigésima - Tigésima  | Nijū-kyū (二十級) | Principiante       |